# Pelchuquín
Pelchuquín (del mapudungún: peḻchukiñ ‘comesebo grande’) es una aldea perteneciente a la comuna de Mariquina, Provincia de Valdivia, Región de Los Ríos, Chile, ubicada en la margen sur del Río Cruces. Para el año 2019 contaba con 815 habitantes.

## Toponimia
El nombre de la localidad proviene del mapudungún peḻchukiñ, nombre del ave Pygarrhichas albogularis, también conocida como comesebo grande.

## Historia

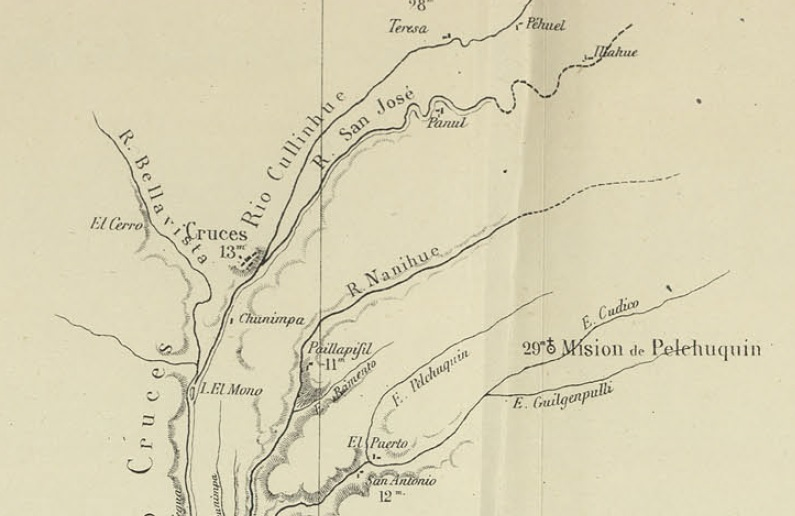
Misión de Pelchuquín en el Mapa de la expedición de Francisco Vidal Gormaz en 1869

La aldea de Pelchuquín fue un antiguo asentamiento mapuche-huilliche. 
En los alrededores de Pelchuquín se instaló la Misión de San Antonio de Huenahue en el año 1777 por parte de los misioneros franciscanos como parte de la política del imperio español para expandir su influencia y su territorio. En el año 1820 la misión de Huenahue fue destruida por las fracciones independentistas y contrarias al legado del imperio español.
En 1848 llegan la orden capuchina al territorio de la Araucanía, visitando y haciéndose cargo de la restauración de la misión.
Entre los años 1863 y 1864 se levantó el templo San Antonio de Padua por parte del padre capuchino Gaudencio de Nirazca con el apoyo del colono alemán Kilian Meckes. Juno a ellos se levantó posteriormente la escuela y el vicariato misional formando parte del conjunto.
El asentamiento se comienza a consolidar con la comunidad mapuche-huilliche que allí habitaba y que había formado su Lof, muchos de los cuales se encuentran también enterrados en el cementerio de la misión.

## Turismo
El principal atractivo de la localidad es el templo de San Antonio de Padua de Pelchuquín, el cual se encuentra en proceso de declaratoria como monumento nacional. Es una obra arquitectónica de estilo neoclásico común entre los templos levantados por los capuchinos italianos en el período 1849 a 1896. El primer edificio del templo data de 1874 realizado por los misioneros capuchinos.  Este templo se incendió en 1918 y fue restaurado el año 1920 que es el que actualmente existe. El templo fue restaurado en 1948.
En esta localidad no existen servicios de alojamiento registrados.

## Accesibilidad y transporte
A esta localidad se accede a través de la Ruta 202 que bordea la ribera sur del Río Cruces en la comuna de Mariquina.
En este sector se ubica el Aeródromo Pichoy.